# Fletcheria sinclairi
Fletcheria sinclairi is een uitgestorven borstelworm waarvan de positie binnen de groep onduidelijk is.
De wetenschappelijke naam van de soort werd in 1937 gepubliceerd door Okulitch.